# Distriktsrabbinat Baiersdorf
Das Distriktsrabbinat Baiersdorf entstand nach den Vorschriften des bayerischen Judenedikts von 1813 in Baiersdorf, einer Stadt im mittelfränkischen Landkreis Erlangen-Höchstadt im nördlichen Bayern.
Seit 1866 wurde das Distriktsrabbinat Hagenbach durch den Rabbiner vom Distriktsrabbinat Baiersdorf und ab 1889 durch den Rabbiner vom Distriktsrabbinat Fürth, genauso wie ab diesem Zeitpunkt das Distriktsrabbinat Baiersdorf, vertreten. 
Nach Auflösung des Rabbinates Baiersdorf 1896 gehörte die jüdische Gemeinde Baiersdorf zum Distriktsrabbinat Fürth.

## Aufgaben
Die Aufgaben umfassten Beratungen über Schulangelegenheiten, die Verwaltung von Stiftungen und die Verteilung von Almosen. Zur Finanzierung der Distriktsrabbinate wurden Umlagen von den einzelnen jüdischen Gemeinden bezahlt.

## Gemeinden des Distriktsrabbinats
- Jüdische Gemeinde Baiersdorf

## Distriktsrabbiner
- Chaim Hirsch Berlin
- bis 1848: David Diespecker (gest. 1848)
- 1848 bis 1888: Wolf Cohn  (* Juli 1812 in Baiersdorf; gest. 16. Januar 1888), er absolvierte das Gymnasium in Erlangen, studierte dann in Erlangen und München, übernahm 1840 die Kantorstelle und 1848 nach Rabbiner Diespeckers Tod das Rabbinat.
- 1889 bis 1896: Jakob Neuburger (Rabbinatsverweser)